# Тодор Мранков
Тодор Мранков (болг. Тодор Мранков; нар. 3 серпня 1955) — болгарський спортсмен, академічний веслувальник, учасник Олімпійських ігор, чемпіон світу.

## Спортивна кар'єра
На Олімпійських іграх 1976 в Монреалі Мранков у складі четвірки розпашних був сьомим.
На чемпіонаті світу в Амстердамі 1977 року Тодор Мранков разом з Дімітаром Янакієвим і рульовим Стефаном Стойковим став чемпіоном в змаганнях двійок розпашних з рульовим.
На чемпіонаті світу 1979 року Мранков був шостим в змаганнях двійок розпашних з рульовим.
На Олімпійських іграх 1980 в Москві, за відсутності на Олімпіаді через бойкот ряду команд західних та ісламських країн, Тодор Мранков в змаганнях вісімок розпашних зайняв шосте місце.